# Gianfrancesco Gonzaga (1674-1720)
Gianfrancesco Gonzaga (Vescovato, 1º settembre 1674 – Vescovato, 18 agosto 1720) è stato un nobile e militare italiano.

## Biografia
Il principe Gianfrancesco Gonzaga nacque a Vescovato nel 1674 da Pirro Maria Gonzaga, della linea collaterale dei Gonzaga di Vescovato e da Olimpia Grimani (?-1706), sorella del cardinale Vincenzo.
Entrò a Milano al servizio di una compagnia del re di Spagna Carlo II. In seguito servì Filippo V di Spagna, militando in Italia fino al 1706 col grado di brigadiere. Dopo l'abbandono degli spagnoli, militò per Luigi XIV di Francia comandando le milizie in Savoia. Fu governatore di Chambéry. Ricoprì i gradi di maresciallo di campo e di luogotenente generale dell'esercito reale.
Nel 1719 rientrò in Italia a seguito della morte del nipote Pirro Maria (1701-1719), figlio di Ottavio II. Al fine di evitare l'estinzione della famiglia, stabilì le nozze con la nipote Eleonora, ma morì prima delle celebrazione nel 1720.

## Ascendenza
|                                    |                 |                                                      | Genitori                                        |  |  | Nonni |  |  | Bisnonni                         |  |  | Trisnonni                         |  |
|                                    |                 |                                                      |                                                 |  |  |       |  |  | Pirro Maria Gonzaga di Vescovato |  |  | Guido Sforza Gonzaga di Vescovato |  |
|                                    |                 |                                                      |                                                 |  |  |       |  |  | Pirro Maria Gonzaga di Vescovato |  |  | Guido Sforza Gonzaga di Vescovato |  |
|                                    |                 | Elena Campiglia                                      |                                                 |  |  |       |  |  | Pirro Maria Gonzaga di Vescovato |  |  |                                   |  |
| Ottavio I Gonzaga di Vescovato     |                 |                                                      |                                                 |  |  |       |  |  | Pirro Maria Gonzaga di Vescovato |  |  |                                   |  |
|                                    |                 | Francesca Gonzaga di Palazzolo                       | Luigi Gonzaga di Palazzolo                      |  |  |       |  |  |                                  |  |  |                                   |  |
|                                    |                 | Francesca Gonzaga di Palazzolo                       | Luigi Gonzaga di Palazzolo                      |  |  |       |  |  |                                  |  |  |                                   |  |
|                                    |                 | Francesca Gonzaga di Palazzolo                       | Vittoria Pepoli                                 |  |  |       |  |  |                                  |  |  |                                   |  |
| Pirro Maria Gonzaga di Vescovato   |                 | Francesca Gonzaga di Palazzolo                       |                                                 |  |  |       |  |  |                                  |  |  |                                   |  |
|                                    |                 | Ascanio Pio di Savoia, principe di San Giorgio       | Enea Silvio Pio di Savoia, reggente di Sassuolo |  |  |       |  |  |                                  |  |  |                                   |  |
|                                    |                 | Ascanio Pio di Savoia, principe di San Giorgio       | Enea Silvio Pio di Savoia, reggente di Sassuolo |  |  |       |  |  |                                  |  |  |                                   |  |
|                                    |                 | Ascanio Pio di Savoia, principe di San Giorgio       | Barbara Turchi                                  |  |  |       |  |  |                                  |  |  |                                   |  |
| Eleonora Pio di Savoia             |                 | Ascanio Pio di Savoia, principe di San Giorgio       |                                                 |  |  |       |  |  |                                  |  |  |                                   |  |
|                                    |                 | Beatrice Bentivoglio                                 | Enzo Bentivoglio, marchese di Scandiano         |  |  |       |  |  |                                  |  |  |                                   |  |
|                                    |                 | Beatrice Bentivoglio                                 | Enzo Bentivoglio, marchese di Scandiano         |  |  |       |  |  |                                  |  |  |                                   |  |
|                                    |                 | Beatrice Bentivoglio                                 | Caterina Martinengo Colleoni                    |  |  |       |  |  |                                  |  |  |                                   |  |
| Gianfrancesco Gonzaga di Vescovato |                 | Beatrice Bentivoglio                                 |                                                 |  |  |       |  |  |                                  |  |  |                                   |  |
|                                    | Vettore Grimani | …                                                    |                                                 |  |  |       |  |  |                                  |  |  |                                   |  |
|                                    | Vettore Grimani | …                                                    |                                                 |  |  |       |  |  |                                  |  |  |                                   |  |
|                                    | Vettore Grimani | …                                                    |                                                 |  |  |       |  |  |                                  |  |  |                                   |  |
| Antonio Grimani                    | Vettore Grimani |                                                      |                                                 |  |  |       |  |  |                                  |  |  |                                   |  |
|                                    |                 | Lisa Contarini                                       | …                                               |  |  |       |  |  |                                  |  |  |                                   |  |
|                                    |                 | Lisa Contarini                                       | …                                               |  |  |       |  |  |                                  |  |  |                                   |  |
|                                    |                 | Lisa Contarini                                       | …                                               |  |  |       |  |  |                                  |  |  |                                   |  |
| Olimpia Grimani                    |                 | Lisa Contarini                                       |                                                 |  |  |       |  |  |                                  |  |  |                                   |  |
|                                    |                 | Ludovico Francesco Gonzaga, IV marchese di Palazzolo | Claudio I Gonzaga, III marchese di Palazzolo    |  |  |       |  |  |                                  |  |  |                                   |  |
|                                    |                 | Ludovico Francesco Gonzaga, IV marchese di Palazzolo | Claudio I Gonzaga, III marchese di Palazzolo    |  |  |       |  |  |                                  |  |  |                                   |  |
|                                    |                 | Ludovico Francesco Gonzaga, IV marchese di Palazzolo | Elena Aliprandi                                 |  |  |       |  |  |                                  |  |  |                                   |  |
| Elena Gonzaga                      |                 | Ludovico Francesco Gonzaga, IV marchese di Palazzolo |                                                 |  |  |       |  |  |                                  |  |  |                                   |  |
|                                    |                 | Caterina Gonzaga di Novellara                        | Mario Gonzaga di Novellara                      |  |  |       |  |  |                                  |  |  |                                   |  |
|                                    |                 | Caterina Gonzaga di Novellara                        | Mario Gonzaga di Novellara                      |  |  |       |  |  |                                  |  |  |                                   |  |
|                                    |                 | Caterina Gonzaga di Novellara                        | …                                               |  |  |       |  |  |                                  |  |  |                                   |  |
|                                    |                 | Caterina Gonzaga di Novellara                        |                                                 |  |  |       |  |  |                                  |  |  |                                   |  |